# Hermine de Clermont-Tonnerre
Hermine Antoinette de Clermont-Tonnerre (Boulogne-Billancourt, 3 de febrero de 1966-Le Kremlin-Bicêtre, 3 de julio de 2020) fue una actriz, escritora y personalidad mediática francesa, reconocida por sus apariciones recurrentes en varios programas de televisión y por su carrera literaria.
El 1 de junio de 2020 sufrió un grave accidente de motocicleta y fue inducida a un coma en el Hospital de Bicêtre. Falleció un mes después, el 3 de julio, a causa de las lesiones a los cincuenta y cuatro años. La noticia fue comunicada por su hermano Aynard de Clermont-Tonnerre.

## Filmografía destacada
- 1997: Alliance cherche doigt de Jean-Pierre Mocky
- 1998: Riches, belles, etc. de Bunny Godillot
- 2002: Trois zéros de Fabien Onteniente

## Obras
- 1996: Politesse oblige : Le Savoir-Vivre aujourd'hui
- 2001: Un jour mon prince viendra, mais où, quand, comment ? : Savoir-aimer
- 2005: Mon prince est venu : pour un temps, pour longtemps, ou pour toujours ?
- 2009: L'Art et la manière du discours de mariage